# Lloyd Blankfein

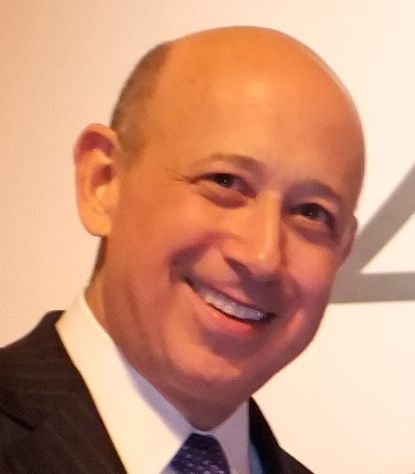
Lloyd Blankfein

Lloyd Craig Blankfein (New York, 20 september 1954) is de huidige Chief Executive Officer (CEO) en voorzitter van de Amerikaanse investeringsbank Goldman Sachs. Hij verwierf deze positie op 31 mei 2006 nadat Henry Paulson de zakenbank verliet om als Secretary of the Treasury onder George W. Bush aan de slag te gaan. 

## Kritiek
Hij heeft vaak kritiek gekregen omwille van de rol die Goldman Sachs speelde in de kredietcrisis van 2007. Zo zou de bank tegen financiële producten gespeculeerd hebben die ze zelf aan haar klanten verkocht had. Vooral de uitspraak "I'm doing God's work" in november 2009 zette kwaad bloed bij veel Amerikaanse burgers.  Met deze uitspraak beweerde hij dat de bank duizenden kleine Amerikaanse bedrijven helpt om hun kapitaal te verhogen. Hij nam deze bewering later terug.